# Ramón Solís Llorente
Ramón Solís Llorente (Cádiz, 1 de marzo de 1923 – Madrid, 25 de enero de 1978), escritor y novelista. 

## Biografía
Inicia sus estudios elementales en el Colegio del Pilar de Madrid. Continúa sus estudios en el Colegio San Felipe Neri de Cádiz. En 1944 abandona sus estudios de marino e inicia los de ingeniero de montes, que, más tarde, simultanea con los de Ciencias Políticas y Económicas. En 1949 termina la carrera de Ciencias Políticas y Económicas y es nombrado corresponsal en Madrid del semanario La Voz del Sur. 
Un año más tarde publica su primera novela La bella sirena. En 1956 presenta su novela Los que no tienen paz al premio Planeta y queda finalista. Esta novela fue llevada al teatro por su paisano José María Pemán con el título Los monos chillan al amanecer. 
Sus cualidades de historiador se revelan en El Cádiz de las Cortes que obtuvo el premio Fastenrath de la Real Academia Española en 1960. Es elegido miembro de la Real Academia de la Historia. En 1961 es concejal del Ayuntamiento de Cádiz. Al año siguiente regresa a Madrid. Publica más novelas, Ajena crece la hierba, Un siglo llama a la puerta, El canto de la gallina, El alijo, La eliminatoria, El dueño del miedo, y Mónica, corazón dormido, llevada al cine por el director José Antonio Nieves Conde con el título de Más allá del deseo. Publica también algunos ensayos, Coros y Chirigotas, La guerra de la Independencia Española. En 1968 es nombrado director de la revista La Estafeta Literaria y en 1970 obtiene el Premio Nacional de Literatura “Miguel de Cervantes”. Fue presidente del Ateneo de Madrid.
Autor de "Flamenco y literatura", para la Cátedra de Flamencología de Jerez
Casado en 1953 con Rosario Jiménez-Alfaro, tuvieron cuatro hijos.